# Warhammer
Pour le groupe de metal, voir Warhammer (groupe).
 (juillet 2016).
Warhammer est une franchise de jeux, de magazines et de romans créée dans les années 1980 par la société Games Workshop autour d'un univers imaginaire de high fantasy et de dark fantasy servant de cadre au jeu de figurines Warhammer le jeu des batailles fantastiques (1983) ainsi que pour d'autres jeux, notamment le jeu de rôle Warhammer, le jeu de rôle fantastique (1986) et son extension futuriste Warhammer 40,000 (1987).

## Histoire

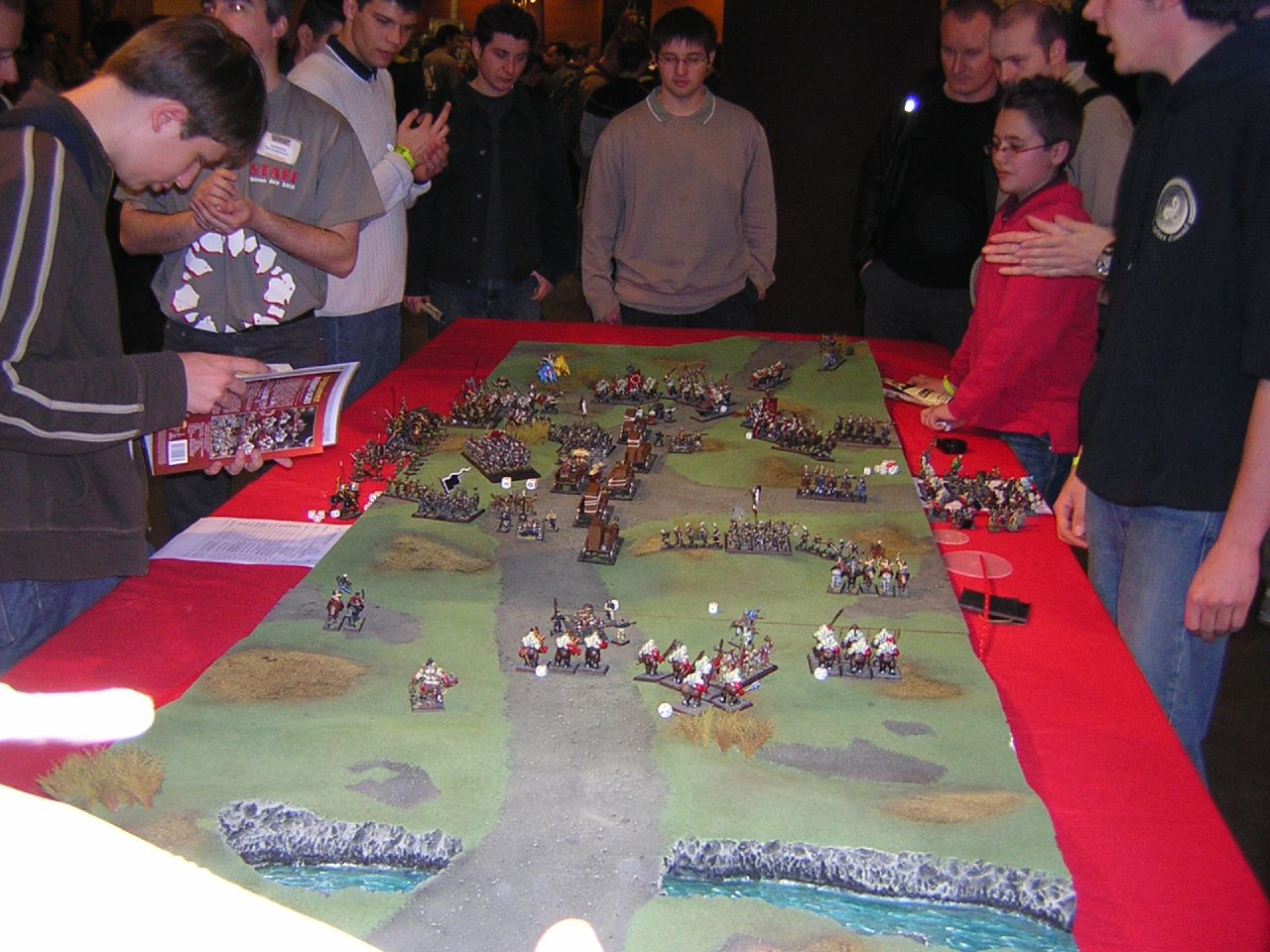
Exemple de partie de Warhammer le jeu des batailles fantastiques.

Les deux fondateurs de la société Games Workshop, les Britanniques Steve Jackson et Ian Livingstone, débutent dans le domaine du jeu dans les années 1980. Ils possèdent alors une boutique et ont importé le jeu américain Donjons et Dragons.  Ils décident alors de fonder la première entreprise d'édition de jeux de rôle en Europe et inventent un nouveau « jeu de guerre » : Warhammer le jeu des batailles fantastiques. Ils lancent également un fanzine, devenu ensuite le magazine, White Dwarf. L'univers de Warhammer est inspiré entre autres par la littérature de fantasy de J. R. R. Tolkien et Michael Moorcock, mais aussi du jeu de rôle Donjons et Dragons.

## Univers

### Peuples et races

#### Chaos
Dans le monde de Warhammer, les principales « forces du mal » sont celles du Chaos, et proviennent d’une dimension parallèle appelée Warp. Les créatures du Chaos sont généralement des démons engendrés par des créatures divines nommées Dieux du Chaos, et la plupart d’entre elles ne prêtent allégeance qu’à un seul dieu. Les quatre principaux dieux du Chaos sont Khorne, dieu de la guerre, des massacres et de la violence ; Nurgle, dieu des épidémies, de la pourriture et de la maladie ; Tzeentch, dieu du changement, des manipulations et des complots ; et enfin Slaneesh, dieu des péchés, des excès et de la débauche.

#### Nations Humaines
Il y a de nombreuses Nations humaines qui peuplent le monde de Warhammer. Chaque grande nation est inspirée d’une civilisation historique particulière, comme la Bretonnie qui est inspirée de la société médiévale française, ou L’Empire qui rappelle le Saint-Empire.
Bien que la plupart combattent les forces du Chaos, les sociétés humaines les plus au nord du monde ont été influencées et corrompues par ces dernières, et les aident dans l’accomplissement de leurs sombres desseins.

#### Nains
La civilisation des Nains de Warhammer est sur le déclin. Régnant autrefois sur le Karaz Ankor, un empire s’étendant sur la majeure partie des régions montagneuses du vieux monde, ils ont perdu une grande partie de leurs possessions au fil des guerres et des catastrophes. Mais ils sont déterminés à reprendre ce qui leur a été volé, avec une obsession rarement égalée chez les autres races. Les Nains sont reconnus pour leur courage, leur loyauté et leur amour pour le travail bien fait, mais ils sont également rancuniers à l’extrême, et notent tous les torts qu’on leur a fait subir dans des ouvrages appelés les Livres des Rancunes. 

#### Peaux-Vertes
Les Peaux Vertes sont un regroupement de plusieurs races, comme des orcs et des gobelins, qui ont la particularité de naître à partir de champignons spéciaux. Il n’y a pas de société peau-verte à proprement parler, ses représentants vivent dans des bandes de guerre vivant de pillages et de batailles continuelles, avec d’autres races (les nains et les skavens plus particulièrement) ou entre eux. La loi du plus fort régit cette société, et chaque individu cherchera toujours une raison de se battre.
Un chef de guerre suffisamment fort pour rassembler plusieurs tribus peut déclencher une Waaagh!, qui est une sorte de croisade où les Peaux-vertes vont chercher à causer un maximum de destruction.

#### Elfes
Autrefois membres d’une unique nation, les elfes ont été divisés par les conflits et les trahisons, et ont formé trois races aux cultures distinctes : 
- Les Hauts-Elfes règnent sur l’île-continent d’Ulthuan, située à l'ouest du Vieux-Monde.
- Les Elfes-Noirs, chassés par leurs cousins Hauts-Elfes sur le continent gelé de Naggaroth, cherchent à s’emparer d’Ulthuan pour leur propre compte.
- Les Elfes Sylvains, qui habitent dans la forêt d’Athel Loren et la protègent aux côtés d'esprits des bois et d'Hommes Arbres.

Ces trois peuples ont cependant des similarités : par exemple, ils vénèrent les mêmes dieux et ont une espérance de vie très longue.

#### Morts-vivants
Il y a un grand nombre de créatures mortes-vivantes dans l’univers de Warhammer. Certaines douées de conscience, utilisent la magie nécromantique pour imposer leurs volontés sur leurs semblables pour mener des guerres et se constituer des royaumes. Il y a deux factions distinctes de morts-vivants : Les Comtes Vampires, inspirés du mythe du comte Dracula et de la Transylvanie, et les Rois des Tombes, pharaons squelettiques vivant dans les ruines d’une société ressemblant à l’Égypte antique. 

#### Hommes-Lézards
Habitant le continent de Lustrie, les hommes-lézards sont une société composée de plusieurs races d’humanoïdes avec des attributs de lézards. Ces êtres ont dompté les dinosaures qui habitent leur environnement composé de jungles, et forment une civilisation ressemblant aux sociétés précolombiennes. 
Les Hommes-Lézards ont pour but de réaliser le « Grand Dessein », une conception du monde souhaitée par le peuple des Anciens? la race antique qui a créé ces mêmes Hommes-Lézards.

#### Skavens
Les Skavens sont des hommes-rats qui vivent dans d'immenses colonies situées sous les villes d'autre races. Ces créatures sont sournoises, égoïstes, et privilégient leur survie au détriment de celle de leurs congénères. Le but des Skavens est de conquérir le monde de la surface et d'asservir ses habitants.

### Géographie

#### Désolations du Chaos
Royaume hostile balayé par des vents de magie pures, les Désolations du Chaos sont sans conteste les terres les plus torturées du Vieux Monde. Des barbares à forte carrure, taillés par des combats fréquents et les conditions extrêmes du nord, y vivent. À chaque fois que les dieux appellent à la guerre contre les peuples du sud, ils rejoignent les armées du Chaos ; ils sont alors connus sous le nom de Maraudeurs. Cette région est aussi peuplée de créatures infâmes comme les gobelinoïdes, les mutants du chaos, les trolls, les chimères et autres créatures du chaos…

#### Lustrie
La Lustrie est le pays qui correspond à l'Amérique du Sud. Le continent est couvert de jungles impénétrables où vivent les hommes-lézards. 

#### Ulthuan et Naggaroth
Ulthuan était à l'origine une île qui abritait le monde natal des Elfes du monde de Warhammer. Ils y avaient été placés par les Slanns. Une guerre civile déchira le peuple qui se distingua en deux parties : les Hauts-Elfes (habitants d'Ulthuan, créateurs de la magie) et les Elfes Noirs (habitants de Naggaroth, une terre au nord-ouest d'Ulthuan).

#### Vieux Monde
Le Vieux Monde est une région qui rappelle fortement l'Europe. Il est essentiellement peuplé d'humains rassemblés en une poignée de nations. La nation la plus étendue, l'Empire, occupe la majeure partie de ce continent. Il possède une culture de type germanique et prend pour référence un mélange de Moyen Âge et de Renaissance. La Bretonnie est un royaume féodal qui évoque la France médiévale, garnie d'excellentes récoltes et presque immunisée au chaos. L'Estalie et la Tilée sont des royaumes méridionaux divisés en cités-états gouvernées par des princes-marchands. On y retrouve respectivement des éléments de la culture espagnole et italienne. Dans la partie septentrionale on retrouve Kislev, un royaume aux forts accents polonais. À l'est, l'antique mais très peu nombreuse race des Nains se cantonne derrière les murs d'une dizaine de forteresses ayant pour but de repousser les peaux-vertes ; des monstres et gobelins hideux formant des hordes inarrêtables. Enfin, les skaven, ou « hommes-rats » se terrent dans les profondeurs du vieux monde pour préparer leurs attaques apocalyptiques à la surface : les skaven incarnent la race la plus populeuse du monde de Warhammer.

#### Nehekara
Nehekara est le nom donné à un immense désert situé au sud du Vieux Monde. Ce lieu est habité par les Rois des Tombes, d'anciens rois momifiés commandant des légions de guerriers squelettes ainsi que des gigantesques constructions de guerre animées par magie. Cette partie du monde de Warhammer est fortement influencée par la culture égyptienne antique.

## Jeux et œuvres connexes

### Jeux de figurines
- 1983 : Warhammer le jeu des batailles fantastiques : jeu de figurines à l'origine du monde imaginaire.
- 1986 : Blood Bowl : jeu dans lequel deux équipes constituées de créatures fantastiques issues du monde de Warhammer s'affrontent dans un match de Bloodbowl, un dérivé particulièrement violent du football américain où tous les coups sont permis.
- 1993 : Man O'War : jeu de combats navals sur les mers.
- 1999 : Mordheim : jeu d'escarmouche dans une ville rongée par le Chaos.
- 2000 : Warmaster : jeu de figurine au format 10 mm, échelle similaire au système Epic de Warhammer 40,000, ce qui permet de simuler des combats de grande taille.
- 2011 : Dreadfleet : jeu de figurine de navire pirate et de navire de l'alliance dans le cimetière des Gallion.

Il existe aussi Warhammer Age of Sigmar, wargame miniature de table publié en 2015.

### Jeux vidéo
- 1995 : Blood Bowl
- 1996 : Warhammer : Dans l'ombre du rat cornu
- 1998 : Warhammer: Dark Omen
- 2006 : Warhammer: Mark of Chaos
- 2008 : Warhammer: Mark of Chaos - Battle March
- 2008 : Warhammer Online: Age of Reckoning
- 2009 : Blood Bowl
- 2014 : Warhammer Quest
- 2015 : Blood Bowl II
- 2015 : Warhammer: End Times - Vermintide
- 2015 : Mordheim: City of the Damned
- 2016 : Total War: Warhammer
- 2017 : Total War: Warhammer 2[2]
- 2018 : Warhammer: Vermintide 2
- 2022 : Total War: Warhammer 3
- 2023 : Bloodbowl III

### Jeux de rôle
- 1986 : Warhammer, le jeu de rôle fantastique, première édition
- 2005 : Warhammer, le jeu de rôle fantastique, deuxième édition
- 2009 : Warhammer, le jeu de rôle fantastique, troisième édition
- 2018 : Warhammer, le jeu de rôle fantastique, quatrième édition

### Jeux de société
- 1989 : HeroQuest, édité par MB
- 1989 : Avanced HeroQuest, édité par Games Workshop
- 1992 : Seigneurs de Guerre, édité par MB
- 1994 : Talisman (troisième édition) : jeu de plateau pour de 2 à 6 joueurs
- 1995 : Warhammer Quest : jeu dans lequel un groupe d'aventuriers explore les profondeurs de donjons remplis de monstres et de trésors.

### Romans
Les romans sont traduits en français et édités par la Bibliothèque Interdite puis depuis 2011, par la Black Library qui publie des nouveautés et sort des anciens livres au fur et à mesure.